# 春風 (Rihwaの曲)
「春風」（はるかぜ）は、日本のシンガーソングライター・Rihwaの楽曲。彼女のメジャー5枚目のシングルとして2014年2月26日にトイズファクトリーから発売された。

## 解説
フジテレビ系テレビドラマ『僕のいた時間』主題歌として書き下ろされたバラードナンバー。Rihwaの楽曲がテレビドラマ主題歌に起用されるのは初めてとなる。Rihwaは本曲について、「余裕が無くなる程見えづらくなる、本来この世界に溢れるキラキラした部分。それを、歌詞を聞く事で情景が浮かんで、一曲聞き終わる頃には真っ白だったキャンバスに色鮮やかな景色が広がる絵になるように、想像しながら書いていきました」と話している。

## 発売形態
初回限定盤と通常盤の2種類が発売された。
カップリング曲には、ファッションサイト『TREND-H』CMソング「Lovely Country」が収録されるほか、初回限定盤ではさらに「愛するということ」が収録される。また初回限定盤には、スタジオライブ映像を収録したDVDが付属する。
オリコン週間シングルチャートでは初登場7位を記録、初のトップ10入りを果たした。2019年末現在、Rihwaのシングル作品の中では最高の売り上げ（約3.7万枚）を記録している。
ダウンロード配信においては、2014年3月度に日本レコード協会より25万DLを示すプラチナ認定を受けている。

## その他
2019年11月18日～11月24日放送のKBS京都「京都・時の証言者」で2014年のBGMでも使用。

## 収録曲
| 全作詞・作曲: Rihwa、全編曲: ソンルイ / 飯塚啓介。 |                      |           |            |                    |      |
| #                                                  | タイトル             | 作詞      | 作曲・編曲 | 備考               | 時間 |
| 1.                                                 | 「春風」             | Rihwa     | Rihwa      |                    | 5:33 |
| 2.                                                 | 「Lovely Country」   | Rihwa     | Rihwa      |                    | 3:07 |
| 3.                                                 | 「愛するということ」 | Rihwa     | Rihwa      | 初回限定盤のみ収録 | 4:23 |
| 合計時間:                                          | 合計時間:            | 合計時間: | 13:14      |                    |      |

| #  | タイトル                                   | 作詞 | 作曲・編曲 |
| -- | ------------------------------------------ | ---- | ---------- |
| 1. | 「モンスターのかくれんぼ」(スタジオライブ) |      |            |
| 2. | 「Last Love」(スタジオライブ)              |      |            |